# Josep Xifré Downing
Josep Xifré Downing (La Habana, 1822 - París, 1868) fue el hijo de Josep Xifré y Casas y al igual que su padre trabajó como abogado y mecenas, además de participar en la vida política de España. 
Cercano a la corte madrileña por la fortuna familiar, pasó su juventud viajando por Europa, frecuentando balnearios y los aristócratas e intelectuales de diferentes países, mientras que dejaba en manos de administradores la gestión de los negocios. Contactó con el socialismo utópico durante la carrera de derecho, pero abandonó este círculo al finalizar los estudios. Entonces se involucró en la financiación del primer ferrocarril de Cataluña, una industria de moda en Europa.
Como político, se acercó nuevamente a las ideas socialistas, puesto que intentó mejorar las condiciones de vida de la población con varias iniciativas poco exitosas. La carencia de éxito lo hizo abandonar su cargo de diputado y se concentró en el mecenazgo.